# Zeister Slot Toernooi

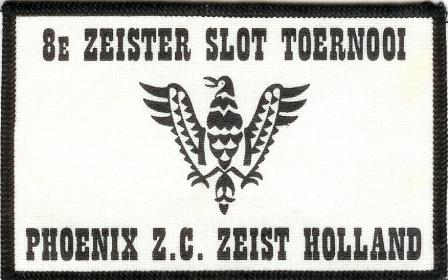
Badge van het 8ste Zeister Slot Toernooi

Het Zeister Slot Toernooi is een van de bekendste en grootste internationale herensoftbaltoernooien dat sinds 1983 georganiseerd wordt.

## Toernooi
Het toernooi wordt traditiegetrouw georganiseerd door de honkbal en softbalvereniging Phoenix te Zeist tijdens het pinksterweekeind. Inschrijvingen betreffen ofwel nationale teams ofwel teams uit de hoogste klasse van de landscompetities. Ook worden er vanuit Amerika teams uitgenodigd.

## Geschiedenis
In 1983 wordt het eerste heren softbal team van Phoenix in Den Haag kampioen van Nederland.
Dit, in combinatie met het eeuwfeest van de vereniging, heeft tot gevolg dat tijdens het Pinksterweekend van 1984 een driedaags "fast-pitch" herensoftbaltoernooi wordt georganiseerd. Met hulp van de Amerikaanse luchtmachtbasis in Soesterberg en gesteund door adverteerders lukt het om de organisatie rond te krijgen. Ondertussen is het ZST het enige grote internationale softbaltoernooi in Europa. Het ZST wordt als concurrentie meting gebruikt door de internationale teams voor de grote toernooien zoals het WK en EK fastpitch softball.

## Eerste tien jaar

##### 9 - 11 juni 1984 Centennial Tournament

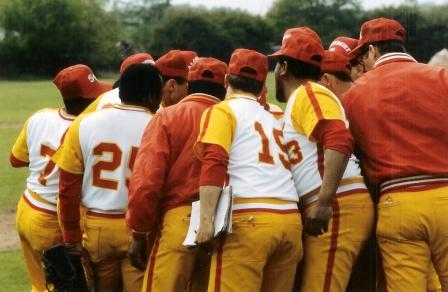
Alconbury Spartans

Het eerste toernooi, toen nog "Centennial Tournament" geheten, kent enkele startproblemen. Het team van Zweibrucken blijft weg zonder af te zeggen en de KNBSB plukt op het laatste moment nog een aantal scheidsrechters weg. De teams worden op vrijdagavond in het Zeister Slot ontvangen. Winnaar in dit eerste wordt het team van Ramstein Rams, met pitcher Jeff Keppner die de ballen met zo'n slordige 150 km/h over de plaat gooit. Rhein-Main Rockets en Schweinfurt werden respectievelijk tweede en derde. De Bentwater Phantoms onder leiding van Earl Hicks worden uitgeroepen tot meest populaire ploeg.

##### 25 - 27 mei 1985
In 1985 is op verzoek van de deelnemers de toernooiformule enigszins aangepast. Op de laatste dag van het toernooi spelen de nummers 1 en 2 van de halve competitie een finale. Het toernooi wordt geopend door de Zeister sportvrouw van het jaar Leontien van de Lienden. Winnaar van dit toernooi wordt het team van Rhein-Main Rockets, die in de finale het team van Bentwater Phantoms met 7 - 2 het nakijken geeft. Het team van de Canadese basis in Lahr (D) wordt derde.

##### 17 - 19 mei 1986 3e Zeister Slot Toernooi
In 1986 begint de hegemonie van de Bentwaters Phantoms. Onder leiding van Earl Hicks wordt de, door de gemeente Zeist ter beschikking gestelde, wisselbeker gewonnen. De verliezers in deze finale zijn de Alconbury Spartans. Derde worden de Rhein-Main Rockets. Phoenix doet dit jaar niet mee en wordt vervangen door het Rayonteam van Midden Nederland. Dit jaar krijgt het toernooi dan ook zijn huidige naam Zeister Slot Toernooi.
In het KNBSB-bondsblad, Inside, van juni 1986 staat het volgende: "De Rijkspolitie vertrouwde het bovenop met koffers volgeladen en binnin volgepropte busje met Amerikanen met baseballcaps op voor nog geen meter, daar op de snelweg richting Hoek van Holland. Of ze maar even aan de kant wilden gaan. Sportlieden? vroeg de politieagent ongelovig aan de rijkelijk met vetranden over zijn broek versierde chauffeur. Het liep allemaal met een sisser af daar op die autoweg, maar de politieman gelooft vast zelfs nu niet dat de mannen van de softbalploeg van de Alconbury Spartans, die op de terugreis was richting Engeland na deelname aan het derde Zeister Slot Toernooi echte sportlieden waren."

##### 6 - 8 juni 1987 4e Zeister Slot Toernooi
Na drie zonovergoten toernooien werkt in 1987 het weer niet mee. Een wolkbreuk in de nacht van zaterdag op zondag veranderd de velden in één grote watervlakte. Zelfs met behulp van een pomp van de Zeister Brandweer kan het veld niet meer bespeelbaar gemaakt worden.
Uit het Utrechts Nieuwsblad van 9 juni 1987: "De softbalvelden van Phoenix ZC lagen er gisteren troosteloos bij. Het driedaagse internationale softbaltoernooi eindigde door het natte weer van pinkstermaandag in een anti-climax. Wedstrijdleiders en spelers liepen er verslagen bij."
Ondanks het slechte weer was er toch weer een kampioen, voor de tweede keer op rij was dit Bentwaters Phantoms. Evenals vorig jaar gevolgd door Alconbury Spartans en Rhein-Main Rockets.

##### 21 - 23 mei 1988 5e Zeister Slot Toernooi
Het vijfde toernooi wordt voor de derde keer op rij gewonnen door de Bentwaters Phantoms. De eerste wisselbeker verdwijnt hiermee voorgoed naar Engeland. Rhein-Main Rockets worden tweede en voor het eerst wordt een Europees team, Nederland, derde. Tijdens dit toernooi is een cameraploeg van AFN Television aanwezig. Dit tv-station van de Amerikaanse Strijdkrachten verzorgt een uitzending van enkele minuten op de woensdag na het toernooi. Ook de schrijvende pers toont een ruime interesse, hetgeen de bekendheid van het toernooi alleen maar ten goede komt.

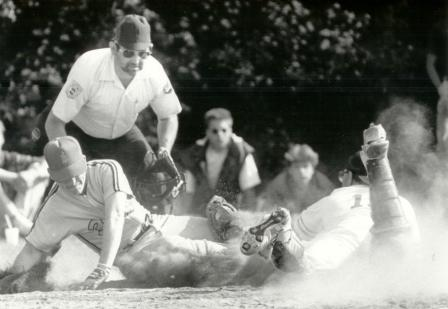
Actie op de thuisplaat

##### 13 - 15 mei 1989 6e Zeister Slot Toernooi
In 1989 was er de eerste niet-geheel Amerikaanse finale. Het Nederlandse team eindigt in de halve competitie als eerste. In de finale gaan ze echter met 4 - 2 onderuit tegen Bentwaters Phantoms. Nieuw dit jaar is de Wall of Fame. Hierop kunnen mensen vereeuwigd worden, die van grote betekenis zijn of zijn geweest voor het Zeister Slot Toernooi. De eerste vier personen die in de Wall of Fame zijn opgenomen zijn: Jim Goins, Puck de Haan, Earl Hicks en Larry Moore. Dit is het laatste toernooi op het oude complex. De velden ondergaan een grondige renovatie, welke meer tijd kost dan verwacht.

##### 2 - 4 juni 1990 7e Zeister Slot Toernooi
Dat door deze renovatie het toernooi van 1990 in gevaar zou komen, kan niemand op dat moment bevroeden. Omdat er te laat gezaaid is, is het gras bij de officiële opening van het complex niet sterk genoeg om er al op te spelen. Een aantal groeizame weken en strikte regels waar wel en niet mag worden gelopen levert alsnog toestemming op om te spelen. Het toernooi zelf is een van de spannendste tot dan toe. Het team van Midden - Nederland wordt in de finale met 4 - 3 verslagen door het team van bentwaters Phantoms. Derde wordt het team van International All Stars. Phoenix eindigt gewoonte getrouw als laatste. baron Schlegel en henk van Zijtveld worden in de Wall of fame geplaatst.

##### 8 - 20 mei 1991 8e Zeister Slot Toernooi
In 1991 heeft het Zeister Slot Toernooi een primeur; de bus uit Praag brengt ons naast het nationale team van Tsjechoslowakije ook de nationale jeugdselectie van dit land. Het team zal onder de naam Little Lions als zesde eindigen, na overwinningen op Borgerhout Squirrels uit België en Phoenix. Wederom gaat de finale tussen Bentwaters Phantoms en Midden - Nederland. Door een 7 - 4 overwinning nemen de Bentwaters Phantoms ook de tweede wisselbeker mee. Gedurende een aantal jaren wordt er aan de medewerkers en spelers van het Zeister Slot Toernooi een badge uitgereikt. Jan Pors krijgt een plaatsje in de Wall of Fame.
Uit het Utrechts Nieuwsblad van 21 mei 1991: "Zoveel publiek trok de finale lang niet. Rond de tweehonderd mensen stonden bijna verkleumd door de snerpende wind langs de lijn. De organisatie had er wel alles aan gedaan om de weergoden gunstig te stemmen, maar zelfs de opening op zaterdag door weerman Peter Timofeef bleek geen garantie voor zonneschijn"
De Nieuwsbode van 30 mei 1991 wist het volgende te melden: "In het pinksterweekend werden in de broodjestent ruim tweeduizend hamburgers en hot dogs klaargemaakt..."

##### 6 - 8 juni 1992 9e Zeister Slot Toernooi
Dit is het jaar waarin een einde wordt gemaakt aan de hegemonie van de bentwaters Phantoms. In dit door de regen geteisterde toernooi wordt er veel van de deelnemers verlangd. Dit toernooi is er qua spanning een die er mag zijn. Nederland wint al zijn poulewedstrijden en is derhalve zeker van een finaleplaats. bentwaters Phantoms is uitgespeeld en heeft met slechts vier overwinningen alleen nog een kans op een finaleplaats als Lahr Select verliest van Tsjechoslowakije. Lahr Select verliest door een fout van de pitcher. In de finale blijkt Bentwaters Phantoms niet opgewassen tegen het Nederlandse team. De derde gemeentelijke wisselbeker wordt via een 9 - 2 overwinning veroverd door de eerste Europese winnaar van het toernooi, Nederland.

##### 29 - 31 mei 1993 10e Zeister Slot Toernooi
Het tiende toernooi wordt georganiseerd met 9 teams, waaronder de nationale selectie van Israël. Het team van Bentwaters Phantoms nog steeds onder leiding van Earl Hicks is door alle verhuizingen en bezuinigingen dusdanig verzwakt, dat het niet verder komt dan een achtste plaats. In de finale verliest de latere Europees kampioen, Nederland, met 10 - - van de Canadian Selects. Tsjechië wordt derde. Phoenix eindigt op een eervolle zesde plaats. Dit jaar worden Ton Siedsma en Kristina Graafstal gehuldigd met een plaatsje in de Wall of Fame.

## Winnaars
| Jaar | Team               | Land |  | Jaar | Team           | Land |  | Jaar | Team           | Land |  | Jaar | Team                   | Land |  | Jaar | Team        | Land |
| ---- | ------------------ | ---- |  | ---- | -------------- | ---- |  | ---- | -------------- | ---- |  | ---- | ---------------------- | ---- |  | ---- | ----------- | ---- |
| 1984 | Ramstein Rams      | USA  |  | 1994 | Netherlands    | NL   |  | 2004 | Lakenheath     | UK   |  | 2014 | Denmark                | DK   |  | 2024 | Czechia U23 | CZ   |
| 1985 | Rhein Main Rockets | USA  |  | 1995 | Meteors        | UK   |  | 2005 | Denmark        | DK   |  | 2015 | Denmark                | DK   |  |      |             |      |
| 1986 | Bentwater Phantoms | USA  |  | 1996 | Netherlands    | NL   |  | 2006 | Penguins       | DK   |  | 2016 | Caribenos de la Laguna | ES   |  |      |             |      |
| 1987 | Bentwater Phantoms | USA  |  | 1997 | Lakenheath     | UK   |  | 2007 | Denmark        | DK   |  | 2017 | Netherlands            | NL   |  |      |             |      |
| 1988 | Bentwater Phantoms | USA  |  | 1998 | South Africa   | ZA   |  | 2008 | Czech Republic | CZ   |  | 2018 | Netherlands            | NL   |  |      |             |      |
| 1989 | Bentwater Phantoms | USA  |  | 1999 | Fel Branko     | CZ   |  | 2009 | Denmark        | DK   |  | 2019 | Japan                  | JP   |  |      |             |      |
| 1990 | Bentwater Phantoms | USA  |  | 2000 | Denmark        | DK   |  | 2010 | Czech Republic | CZ   |  | 2020 | No tournament          |      |  |      |             |      |
| 1991 | Bentwater Phantoms | USA  |  | 2001 | Czech Republic | CZ   |  | 2011 | Denmark        | DK   |  | 2021 | No tournament          |      |  |      |             |      |
| 1992 | Netherlands        | NL   |  | 2002 | Netherlands    | NL   |  | 2012 | Netherlands    | NL   |  | 2022 | Horsholm Hurricanes    | DK   |  |      |             |      |
| 1993 | Lahr Select        | DE   |  | 2003 | Netherlands    | NL   |  | 2013 | Stenlose Bulls | DK   |  | 2023 | Czechia U23            | CZ   |  |      |             |      |